# Leung Kwok-hung
Pour les articles homonymes, voir Leung.
 (août 2023).
Si vous disposez d'ouvrages ou d'articles de référence ou si vous connaissez des sites web de qualité traitant du thème abordé ici, merci de compléter l'article en donnant les références utiles à sa vérifiabilité et en les liant à la section « Notes et références ».
Leung Kwok-hung (chinois traditionnel : 梁國雄), surnommé Longs Cheveux (長毛), est un homme politique et militant hongkongais. Il est membre du Conseil législatif de la région administrative spéciale de Hong Kong, représentant les Nouveaux Territoires Est.

## Le personnage
Né le 27 mars 1956  à Hong Kong, cet activiste pro-démocratie, trotskiste autoproclamé, est un des principaux dénonciateurs de la politique du gouvernement de la république populaire de Chine sur le continent, et vis-à-vis de Hong Kong. Il est le leader du Groupe-Action du 5 Avril.
Il est plus connu à Hong Kong pour ses cheveux longs et son habitude de porter, presque toujours, ses tee-shirts à l’image du révolutionnaire marxiste Che Guevara (bien que ce dernier ait soutenu la Révolution culturelle). Il a d’ailleurs juré qu’il ne couperait pas ses cheveux tant que le gouvernement de la RPC ne présenterait pas ses excuses pour la répression qui suivit les manifestations de la place Tian'anmen en 1989.
Il fut plusieurs fois brièvement incarcéré, comme lorsqu’il brûla le drapeau chinois ou se servit de la tribune publique du Conseil pour crier haut et fort ses idées. 

## Engagement politique
Il s’est présenté en 2000 aux élections du Conseil législatif, pour lequel il n’a pas été élu. Il s’est ensuite présenté aux élections du Comité de Quartier, en 2003, qu’il a également perdues. Il voit pourtant en son dernier résultat un succès, compte tenu du nombre de voix qu’il a obtenues dans un district traditionnellement acquis aux élus pro Pékin. 
Leung se représenta aux élections du Conseil législatif en 2004 et fut enfin élu, avec plus de 60 000 voix, soit trois fois plus que lors de sa précédente tentative de 2000.
Son programme de campagne aborda des sujets tels que le suffrage universel et l’amélioration des conditions de vie des classes moyennes et populaires. Il promeut également la mise en place d’un revenu minimum, d’un système de sécurité sociale pour tous, du droit aux syndicats pour les travailleurs et l’instauration d’une taxe sur la spéculation financière. 
Bien qu’il clame ouvertement son attachement au Che et aux idéaux révolutionnaires marxistes, Leung n’a jamais inscrit à l’ordre du jour une quelconque révolution sociale, et nombre de ses propositions politiques se rapprochent en fait plus d’un courant social démocrate de gauche qu’à l’extrême gauche révolutionnaire.

## Engagement pro démocratique
Lors de la cérémonie d’investiture du Conseil législatif, le 6 octobre 2004, alors que ses nouveaux camarades étaient en costume, Leung prêta serment avec un tee-shirt commémorant les protestations de Tiananmen. 
Au moment de prendre la parole, poing gauche levé, bracelet noir, il rendit hommage aux manifestants qui moururent en 1989. Il apporta ensuite sa touche personnelle au serment d’investiture pré-écrit, demandant des justifications au gouvernement de la RPC au massacre de la Place Tiananmen, la remise en liberté de tous les prisonniers politiques et la fin de la règle du parti unique sur le continent. 
Enfin, il cria « longue vie à la démocratie, longue vie au peuple » avant d’être investi membre du Conseil.
L’attitude de Leung touchant à des points sensibles de la politique de la RPC et traditionnellement considérés comme sujets tabous dans les enceintes officielles, les observateurs de la RAS attendirent la réaction du gouvernement de la RPC, qui finalement, n’arriva pas. En effet, bien que « Spéciale », la RAS de Hong Kong est soumise à un contrôle de plus en plus étouffant de la part du gouvernement continental, et la liberté d’expression peut y apparaître parfois menacée. 
Donald Tsang, le chef de l'exécutif hongkongais, y est considéré comme le pion de Pékin ; Longs Cheveux l’a surnommé « le garçon aux chaussures vernies », et, interrompant un de ses discours, lui en offrit une paire toute neuve.
Le style de Leung, populiste et peu orthodoxe, tranche singulièrement avec l’atmosphère très feutrée et politiquement correcte qui règne généralement au Conseil législatif de Hong Kong.
En avril 2021, Leung est condamné pour avoir organisé et participé à une manifestation non autorisée. En août 2023, sa condamnation (ainsi que celles de Lee Cheuk-yan (en), Margaret Ng, Jimmy Lai, Cyd Ho (en), Albert Ho et Martin Lee) d'avril 2021 pour organisation d'une manifestation non autorisée est annulée par la Cour d'appel (en). La condamnation pour participation est toutefois conservée et Leung reste emprisonné pour une autre condamnation dans un procès lié à la Loi sur la sécurité nationale.